# Elbit Systems
Elbit Systems, «Элбит Системс» — израильская компания по разработке и модернизации различных видов вооружения (систем БПЛА, авионики, радиолокации, наведения в артиллерии и ракетной техники), самый крупный частный оборонный концерн в Израиле. Заметных успехов добилась в модернизации устаревших образцов советской боевой техники, конкурируя на этом рынке с российскими производителями. Крупный центр находится в городе Хайфа, в научно-производственном центре МАТА́М. Дочерние компании имеются в Кармиэле, Реховоте, Натании и Нес Ционе. Основные партнёры — фирмы в Европе и Америке. Участвует в работе по созданию европейского истребителя нового поколения. Принимает участие в разработках космических спутников разведки. По объёму продаж продукции военного назначения (на которую приходится 90 % выручки) компания в 2021 году занимала 31-е место в мире. Основным акционером является компания Federmann Enterprises (44,2 % акций).

## История
В 1962 году была основана компания Elron Electronic Industries, ставшая одним из основных элементов высокотехнологичной отрасли Израиля. В 1966 году при участии научно-исследовательского института Министерства обороны Израиля была создана дочерняя компания Elbit Computers. В 1969 году была создана ещё одна дочерняя компания, Elscint, занявшаяся разработкой медицинского оборудования. В 1996 году из Elron были выделены три самостоятельные компании: Elbit Medical Imaging (медицинское оборудование), Elbit Systems (оборонная электроника) и Elbit (телекоммуникации); акции Elbit Systems были размещены на бирже Nasdaq.
В 1992 году был открыт филиал в США Elbit Systems of America, созданной на основные купленного предприятия в Форт-Уэрт (Техас); позже филиал был расширен покупкой ещё 6 компаний. По состоянию на 2017 год в Elbit Systems of America работало 1800 человек, продукция включала шлемы с дисплеем для пилотов военной авиации, приборы ночного видения, системы наведения ракет, лазерные прицелы.
В 2000 году произошло слияние Elbit Systems с компанией El-Op Майкла Федерманна (Michael Federmann); Федерманн стал председателем и крупнейшим акционером Elbit Systems. В последующие годы компания начала быстро расти за счёт поглощений, включая приобретение некоторых активов Министерства обороны Израиля.
В 2010 году выручка компании составила 2,67 млрд долларов, чистая прибыль — 183,5 млн долларов.
В апреле 2011 года Elbit Systems выиграла контракт на сумму 15,6 млн долларов на поставку оборудования для управления авиационными системами ВМС США.
В июне 2011 компания победила в тендере министерства обороны Франции на поставки поисковых локаторов и спасательных маяков для ВВС и ВМФ Франции. Сумма контракта 5 млн евро.

## Деятельность
Основные производственные мощности находятся в Израиле и США. Главными заказчиками продукции и услуг компании являются министерства обороны Израиля и США, на них приходится по 20 % выручки.
Подразделения по состоянию на 2021 год:
- Авиационные системы — авионика для военных и гражданских самолётов и вертолётов, беспилотники; выручка 2,01 млрд долларов.
- Военная электроника — системы связи, сбора и обработки информации; выручка 1,37 млрд долларов.
- Наземные системы — модернизация различных видов военной техники, производство ракет, бомб и других боеприпасов, а также электроника для флота; выручка 1,26 млрд долларов.
- Электро-оптические системы — приборы ночного видения, лазерные прицелы, телескопы, объективы; выручка 0,45 млрд долларов.
- Другая деятельность — выручка 0,19 млрд долларов.

Регионы деятельности:
- Израиль — 21 % выручки,
- Северная Америка — 30 % выручки,
- Европа — 17 % выручки,
- Азиатско-Тихоокеанский регион — 27 % выручки,
- другие регионы — 4 % выручки.

## Критика
Компания подвергалась критике[кем?] за поставки вооружений для проведения военных операций в Палестине и в других ближневосточных странах, а также в Грузии (Южной Осетии), Афганистане и Ираке.
Название компании стало часто упоминаться в связи с войной в Грузии в 2008 году по причине поставок в Грузию со стороны Израиля разведывательной авиатехники (в частности БПЛА «Hermes»), а также в связи с модернизацией 2 учебно-боевых Су-25УБ, 6 L-39 и 9 L-29, проведённой этой компанией. Беспилотные аппараты этой компании применялись Грузией в Абхазии до войны августа 2008 года, а также в ходе конфликта августа 2008 года для корректировки ведения огня.

## Продукция

### Дроны
- Elbit Hermes 180 Многоцелевой разведывательный БПЛА
- Elbit Hermes 450 Многоцелевой разведывательный БПЛА
- Elbit Hermes 900 Многоцелевой разведывательный БПЛА
- Elbit Hermes 1500 Многоцелевой разведывательный БПЛА
- Elbit Skylark Тактический разведывательный БПЛА
- Silver Arrow Darter Тактический разведывательный БПЛА
- Silver Arrow Sniper Тактический разведывательный БПЛА
- MUSIC Инфракрасная система активной защиты воздушных судов[16][17][18]

Elbit Systems и её американский партнёр, компания Rockwell Collins, будут выпускать пилотские шлемы для истребителей F-35C. Шлемы будут добавлены в стандартную комплектацию самолётов с 2016 года.
| Модель      | Назначение                                                   | Начало эксплуатации | Построено | Тип двигателя | Примечание                                               | Внешний вид             |
| ----------- | ------------------------------------------------------------ | ------------------- | --------- | ------------- | -------------------------------------------------------- | ----------------------- |
| Darter      | тактический разведывательный БПЛА ближнего радиуса действия  |                     |           |               | «Silver Arrow» — дочерняя фирма компании «Elbit Systems» |                         |
| Hermes 90   | многоцелевой разведывательный БПЛА                           |                     |           |               |                                                          | Hermes 90               |
| Hermes 180  |                                                              |                     |           |               | [ 20 ]                                                   |                         |
| Hermes 450  |                                                              |                     |           |               | [ 20 ]                                                   | Hermes 450              |
| Hermes 900  | многоцелевой разведывательный БПЛА                           |                     |           |               |                                                          | Hermes 900 · Hermes 900 |
| Hermes 1500 |                                                              |                     |           |               | [ 20 ]                                                   |                         |
| Micro-Vee   | многоцелевой разведывательный БПЛА ближнего радиуса действия |                     |           |               | [ 20 ]                                                   |                         |
| Skylark     | тактический разведывательный БПЛА                            |                     |           |               | [ 20 ]                                                   | Skylark                 |
| Sniper      | тактический разведывательный БПЛА                            |                     |           |               | [ 20 ]                                                   |                         |

### Связь
- семейство E-LYNX — создание сети специальной связи (Ad hoc) от уровня отдельного бойца и до высокопоставленного командования;
- MCTR 7200 — тактическая система коммуникации, обеспечивающая радиосвязь и передачу информации и видео; предназначена как для пехоты, так и для транспорта;
- PNR 1000 — компактная радиостанция для отдельно взятого пехотинца; поддерживает передачу видео, используется в системах экипировки солдата IdZ-ES (Германия), VOSS-BEST (Бельгия, Нидерланды, Люксембург)[21];
- HF-8000 — система высоко качественной радиосвязи на дальности в сотни км; может переноситься отдельным солдатом, устанавливаться на транспорте или в стационарных объектах;
- Elsat 200E — система спутниковой связи в движении; недавно «Эльбит Маарахот» выиграла конкурс МО на поставку десятков систем ELSAT 2100 АОИ;
- GRX 8000 — система кодированной и помехозащищённой радиосвязи и передачи данных;
- VIC-500 — цифровая система радиосвязи для БТТ, включающая систему внутренней и внешней связи, поддерживающая передачу данных, SMS, видео и координат GPS между различными машинами;
- Dominator — система управления и контроля для отдельного пехотинца, помогающая в навигации на поле боя и сокращению огневого цикла;
- ETC (Enhanced Tactical Computer) — тактический компьютер для работы в полевых условиях (тряска, падение, удары), обеспечивающий работу с системами связи, разведки, управления и контроля (I4C); имеет встроенный модем тактической связи, позволяющий подключение к аналоговым и цифровым радиостанциям, линейную радиосвязь, Wireless LAN, передачу различной информации.

### Танки
- Т-72А Аslan — самый массовый в азербайджанской армии танк.

### Артиллерия
- ATMOS 2000

### РСЗО
- PULS[англ.]